# Химера (етнологія)
Химе́ра (грец. Χίμαιρα, «чудовисько», «Химера») етнічна — в пасіонарній теорії етногенезу форма і продукт контакту несумісних (мають негативну Компліментарність) етносів, які належать до різних суперетнічних систем, внаслідок люди які виросли в химері втрачають етнічну традицію і не належать до жодного з контактуючих етносів. Химеру можна охарактеризувати як спільність деетнізованих, випалих з етносів людей. У химері панує безсистемне поєднання несумісних між собою поведінкових рис, на місце єдиної ментальності приходить повний хаос пануючих у суспільстві смаків, поглядів і уявлень, у такому середовищі розцвітають антисистемні ідеології. Втрата своєрідних для кожного етносу адаптивних навичок призводить до відриву населення від живлячого ландшафту. На відміну від етносу химера неспроможна розвиватися, а спроможна тільки деякий час існувати, згодом розпадаючись — відбувається свого роду етнічна анігіляція. Виниклі у надрах химери антисистеми виступають, зазвичай, ініціаторами кровопролитних конфліктів, або химера стає жертвою сусідніх етносів.
Химера може існувати у тілі здорового етносу, подібно до ракової пухлини, існуючи за його рахунок і не виконуючи ніякої конструктивної роботи. При цьому може бути щодо нешкідливою (пасивною) або ж ставати розсадником антисистем (агресивна химера).
Більшість відомих в історії етнічних химер склалися за допомогою вторгнення представників одного суперетносу в місця проживання іншого, після чого агресор намагався жити не за рахунок використання ландшафту, а за рахунок переможених. Результатом зрештою був розпад і смерть химери, оскільки переможці деградували не меншою мірою, ніж переможені.